# Chungcheong do Sul

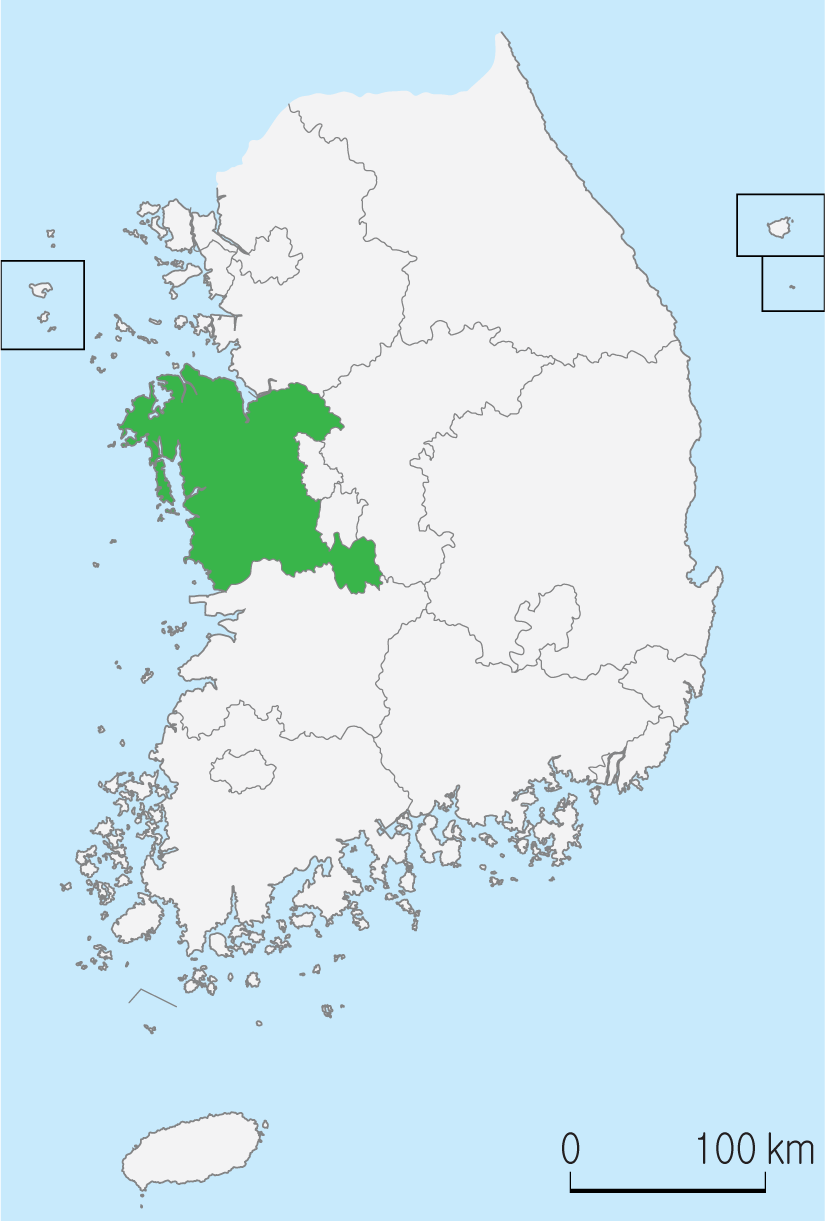
Localização de Chungcheong Sul

Chungcheong do Sul (em coreano 충청남도; 忠清南道; Chungcheongnam-do) é uma província da Coreia do Sul, localizada no centro-oeste do país. Na anterior forma de transliteração (sistema de McCune-Reischauer): Ch'ungch'ŏng-namdo. A forma abreviada do nome é Chungnam (충남; 忠南), anteriormente Ch'ungnam.
A província foi criada em 1896, a partir da parte sudoeste da antiga província de Chungcheong (忠清道; 충청도; Chungcheong-do). Chungcheong Sul tem uma área de 8 598 km² e uma população de 1 930 000 habitantes (2003). A capital era a cidade metropolitana de Daejeon (대전광역시; 大田廣域市; Daejeon Gwangyeoksi), que separou-se da província em 1989, mas mudou a capital para Hongseong em 28 de dezembro de 2012.
Predefinição:Chungcheong do Sul